# Gerald Govan
Gerald Govan, né le 2 janvier 1942 à Jersey City, dans le New Jersey, est un ancien joueur américain de basket-ball. Il évolue aux postes d'ailier fort et de pivot. 

## Biographie
Gerald Govan est l'un des six joueurs à avoir participé à chacune des neuf saisons de l'American Basketball Association, avec Freddie Lewis, Byron Beck, Stew Johnson, Bob Netolicky et Louie Dampier.